# Louis Cordier

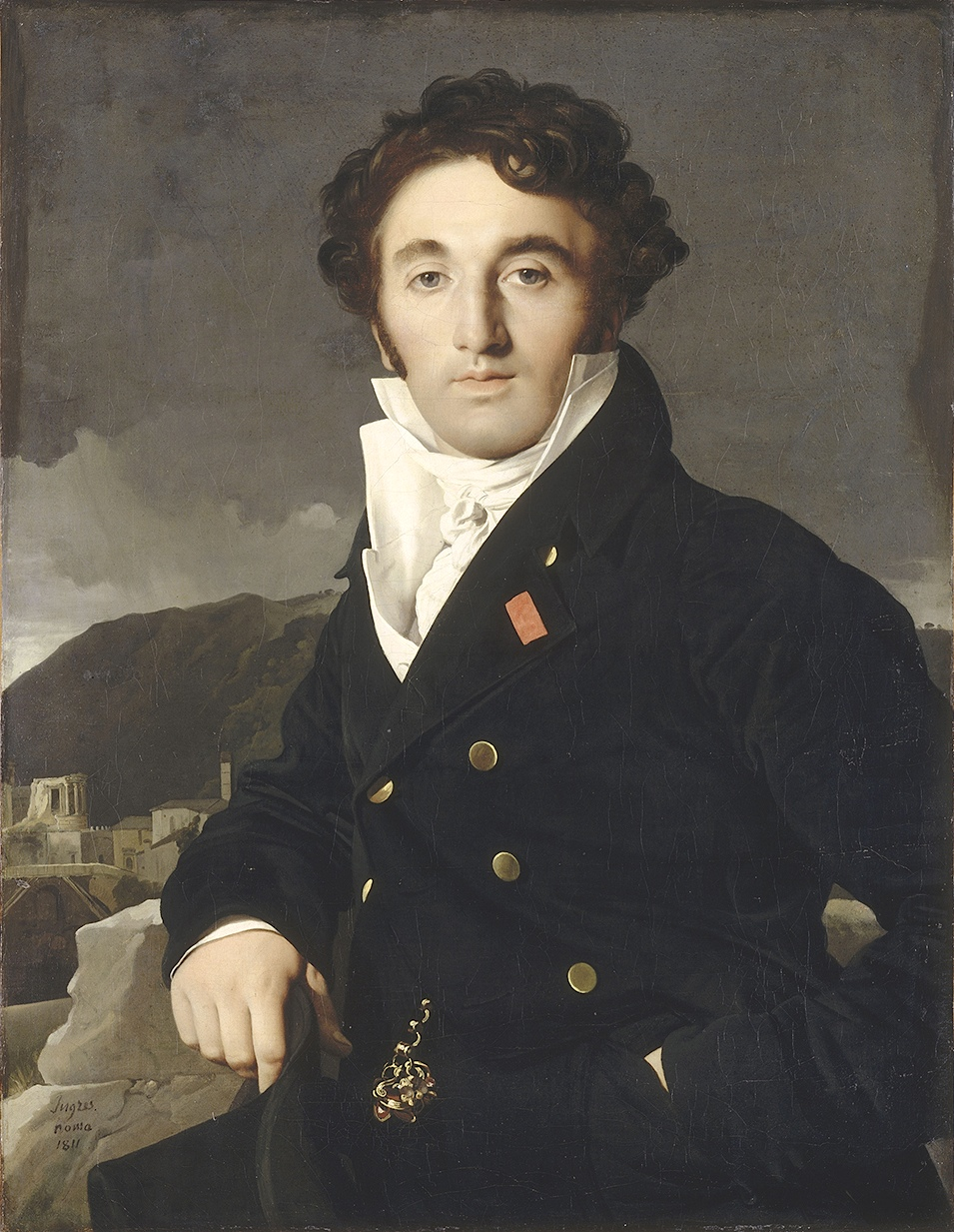
Louis Cordier

Pierre Louis Antoine Cordier (* 31. März 1777 in Abbeville; † 30. März 1861) war ein französischer Geologe, Petrograph und Mineraloge.

## Leben und Wirken
Cordier studierte ab 1794 an der École des mines, an der Louis-Nicolas Vauquelin, René Just Haüy und Déodat Gratet de Dolomieu zu seinen Lehrern zählten. 1797 begleitete er Dolomieu in die Alpen und 1798/99 auf Napoleons Ägyptenexpedition. 1803 bis zu seinem Tod war er Professor für Geologie an der École des Mines (als Nachfolger von Brochant de Villiers). 1809 wurde er Chefingenieur und 1822 wurde er in die Académie des Sciences aufgenommen (auf die Stelle von Hauy). 1830 wurde er Maître des requêtes im Staatsrat (Conseille d’État). 1832 wurde er Generalinspektor der Bergwerke in Südwestfrankreich und ab 1834 war er Vizepräsident des Conseil général des mines. 1837 wurde er Staatsrat (Conseiller d’État) und Kommandeur der Ehrenlegion (1859 Großoffizier der Ehrenlegion) und 1839 Peer (Pair) von Frankreich. Seit 1853 war er korrespondierendes Mitglied der Bayerischen Akademie der Wissenschaften.
1830 war er an der Gründung der französischen geologischen Gesellschaft beteiligt und ihr erster Präsident.
Ab 1819 war er Professor für Geologie am Muséum national d’histoire naturelle in Paris als Nachfolger von Barthélemy Faujas de Saint-Fond (1741–1819). 1824/25, 1832/33 und 1838/38 war er Direktor des Museums, in dem er die geologische Ausstellung (Galerie de géologie) ausbaute. Er vermehrte die Sammlung von 12.000 (1819) auf über 200.000 Exponate, die er auch ordnete und klassifizierte (im Katalog seines Assistenten Charles Henry Dessalines d’Orbigny 1848 und 1861 veröffentlicht).
1827 maß er den Anstieg der Temperatur im Erdinnern in verschiedenen Bergwerken, wobei er die Temperatur des Gesteins maß (Geothermische Tiefenstufe). Er kam auf 1 Grad Fahrenheit pro 25 m und schloss, dass das Erdinnere ab etwa 5 km flüssig wäre und nur eine dünne feste Kruste existiert. Er war auch ein Pionier des Einsatzes des Mikroskops in der Mineralogie und Petrographie.

## Ehrungen
Das Mineral Cordierit ist nach ihm benannt, wie auch die Pflanzengattung Cordiera in der Familie der Rötegewächse.